# Valentine Namio Sengebau
Pour les articles homonymes, voir Sengebau.
Valentine Namio Sengebau (1941-2000) était un poète paluan. Il passa l'essentiel de sa vie dans l’île de Saipan, au nord des îles Mariannes.

## Œuvre
- Microchild. An Anthology of Poetry